# Zalamea la Real
Zalamea la Real er en by og kommune i det sydvestlige Spanien i provinsen Huelva. Den har et indbyggertal på 2.963 (2024) indbyggere.